# Боків
Бо́ків — село в Україні, у Підгаєцькій міській громаді Тернопільського району Тернопільської області. Населення — 468 осіб (2003).

## Опис
Село розташоване в південній частині району, неподалік від адміністративної межі з Івано-Франківською областю. Терени Бокова є одними з найлісистіших в Тернопільській області. До 1990 року село перебувало у складі Бережанського району. З трьох боків село оточує змішаний ліс, в якому можна зустріти найрізноманітніші диких тварин (вовки, лисиці, олені, білки тощо), Ростуть гриби різних видів, малина, ожина, черешні.
Поштове відділення — Шумлянське.

## Історія
Назва села походить від місця розташування — на бік від автошляху Підгайці — Галич через Завалів, а також з боку іншого шляху через Литвинів.
Перша писемна згадка датується  1440 роком. Станом на 22 жовтня 1455 року село належало шляхтичу Андрієві Свистельницькому.
У податковому реєстрі 1515 року в селі документувалося 5 ланів (близько 125 га) оброблюваної землі.

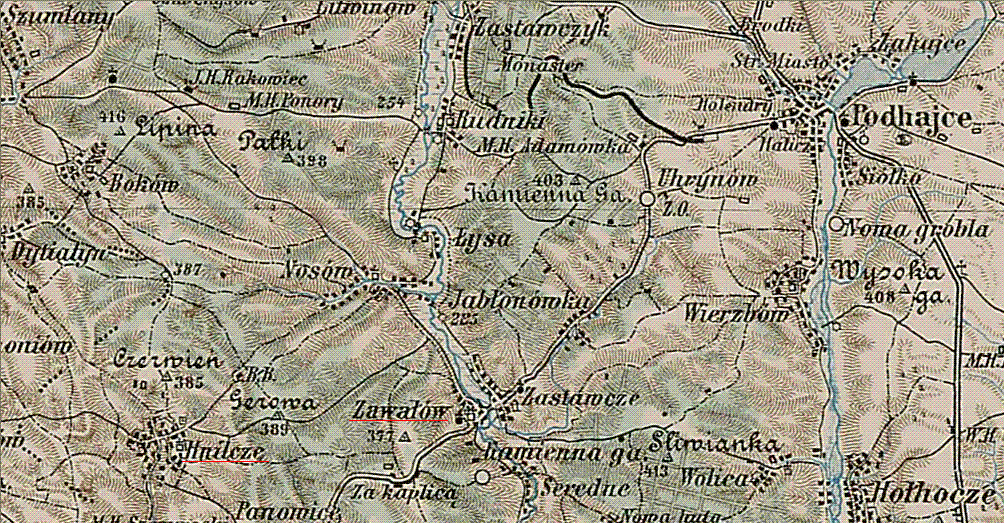
Штабна мапа часів Австро-Угорщини (1910)

Діяли товариства «Сокіл», «Рідна школа», читальня «Просвіти», кооператива «Щадниця». Також в селі було коло довірених осіб, яке допомагало 3 партизанам (двом чоловікам та одній жінці).
До 1950 року, за 2 км від села, знаходився хутір Коноплиська. Жителів примусово переселили в село Боків, а хутір був ліквідуваний.
12 червня 2020 року, відповідно до розпорядження Кабінету Міністрів України № 724-р «Про визначення адміністративних центрів та затвердження територій територіальних громад Тернопільської області», село увійшло до складу Підгаєцької міської громади.
19 липня 2020 року, в результаті адміністративно-територіальної реформи та ліквідації Підгаєцького району, село увійшло до складу новоутвореного Тернопільського району.

## Населення
За переписом населення України 2001 року в селі мешкала 461 особа. 100 % населення вказало своєю рідною мовою українську мову.

## Пам'ятки
- Церква Святого Миколая (1714, дерев'яна),
- Римсько-католицький костел (поч. 19 ст.),
- Збереглися залишки давніх оборонних валів.

## Пам'ятники
- Насипана символічна могила УСС (1990)
- Братська могила воякам УПА.

## Соціальна сфера
- ,Середня загальноосвітня школа І—ІІ ступенів
- Бібліотека.

## Відомі особи
Уродженці села
- Почигайло Ярослав Остапович — керівник Копичинецького надрайонного проводу ОУН, лицар Срібного хреста бойової заслуги УПА 1-го класу.
- М. Галій — журналіст
- доктор права Р. Шенкірик.
- Цетнарський Олег Миколайович — учасник протирадянського підпілля, учасник останнього бою УПА[9]

Помер
- Юхнович Іван-(«Кок») — сотенний УПА, командир сотні «Лісовики» ВО-3 «Лисоня».

## Галерея

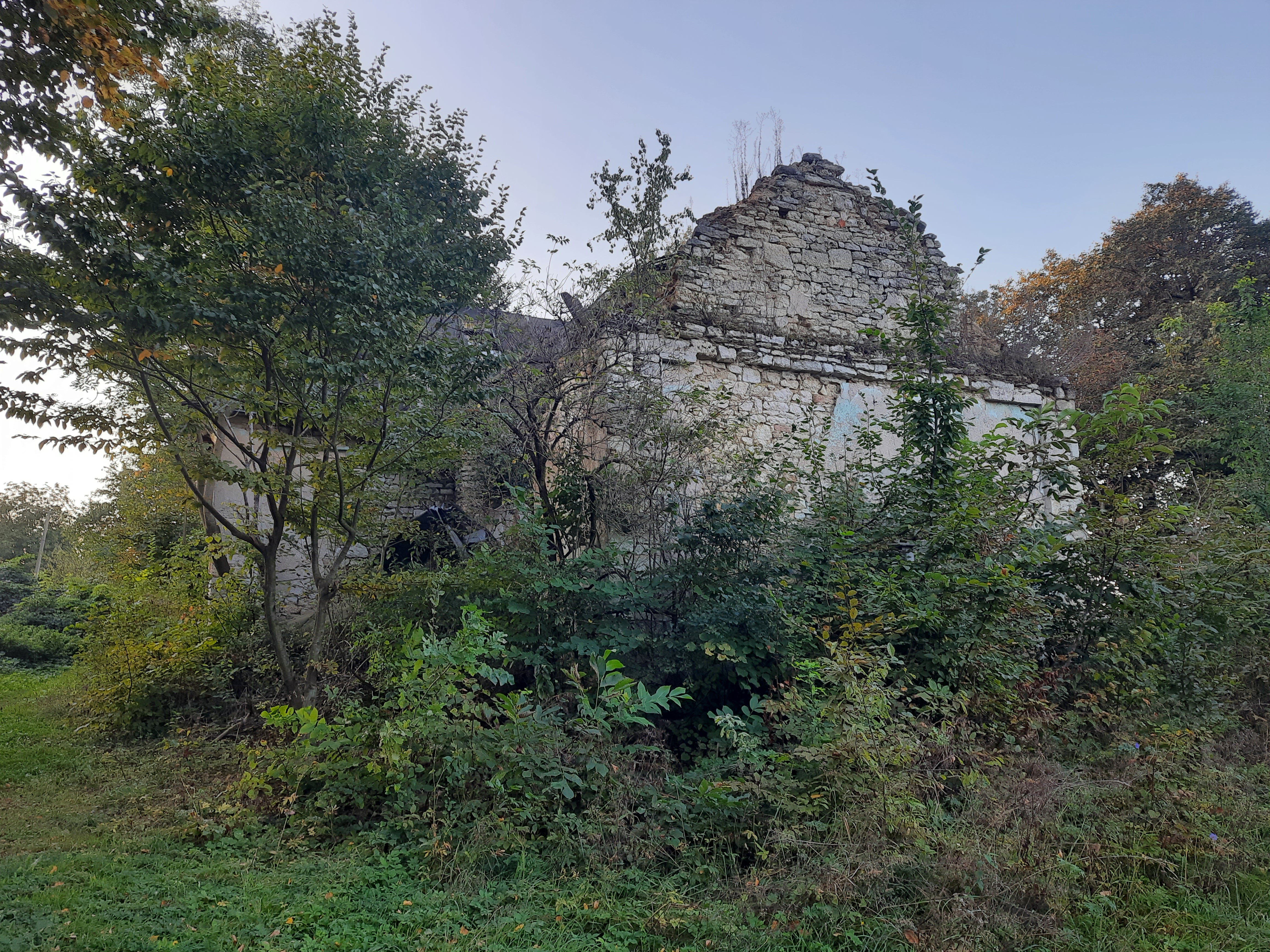
Руїни костелу
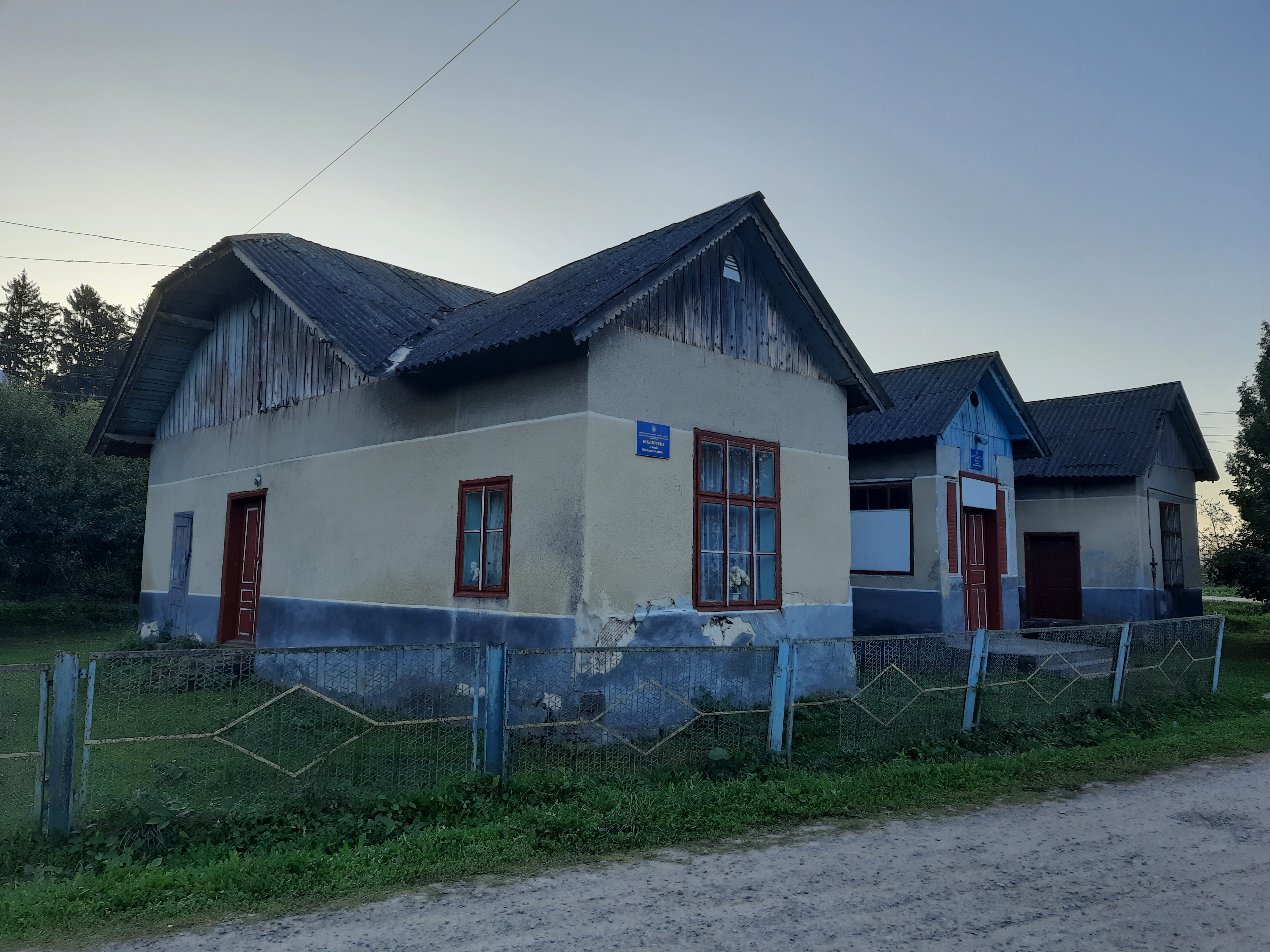
Будинок культури
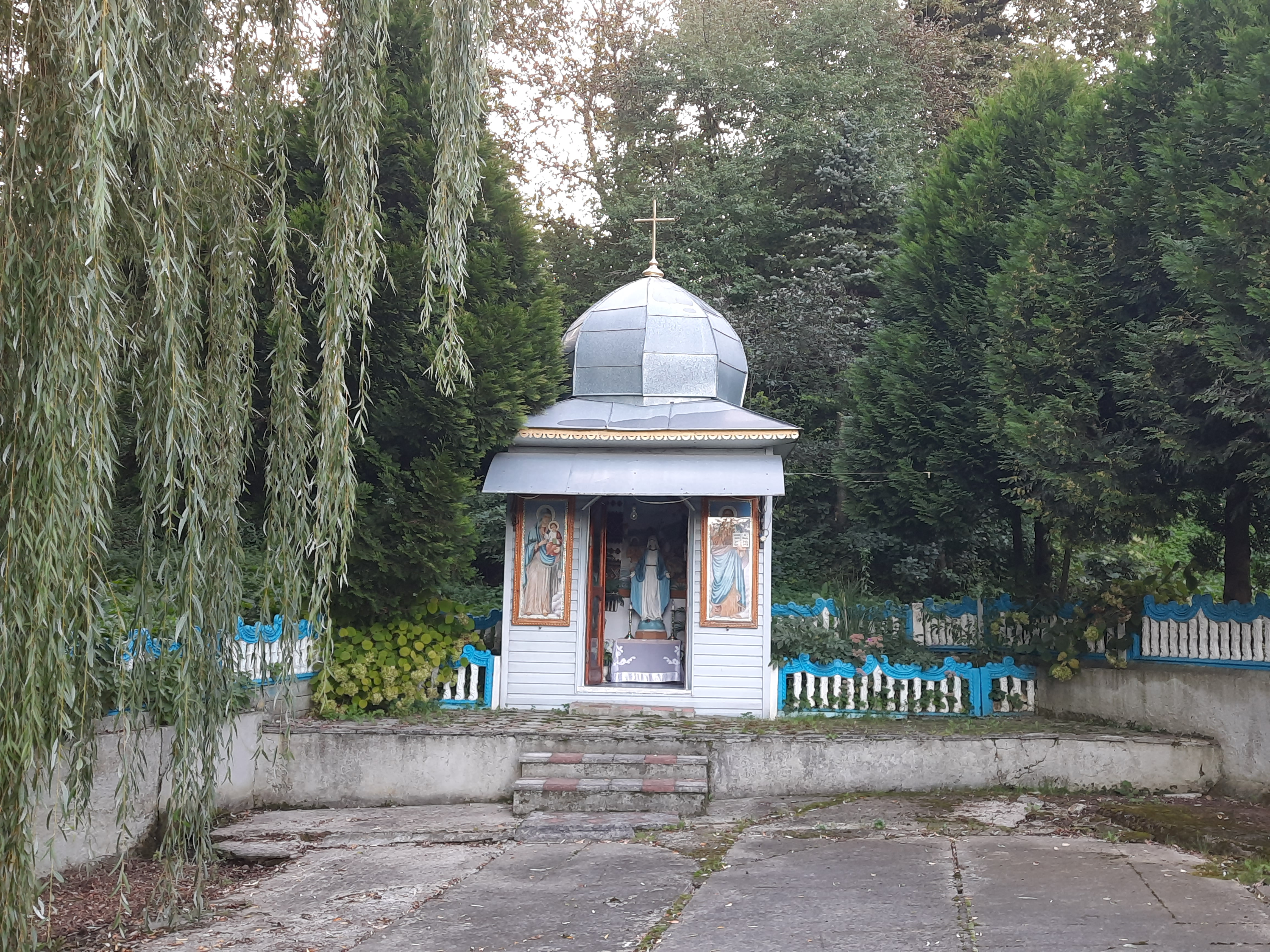
Капличка
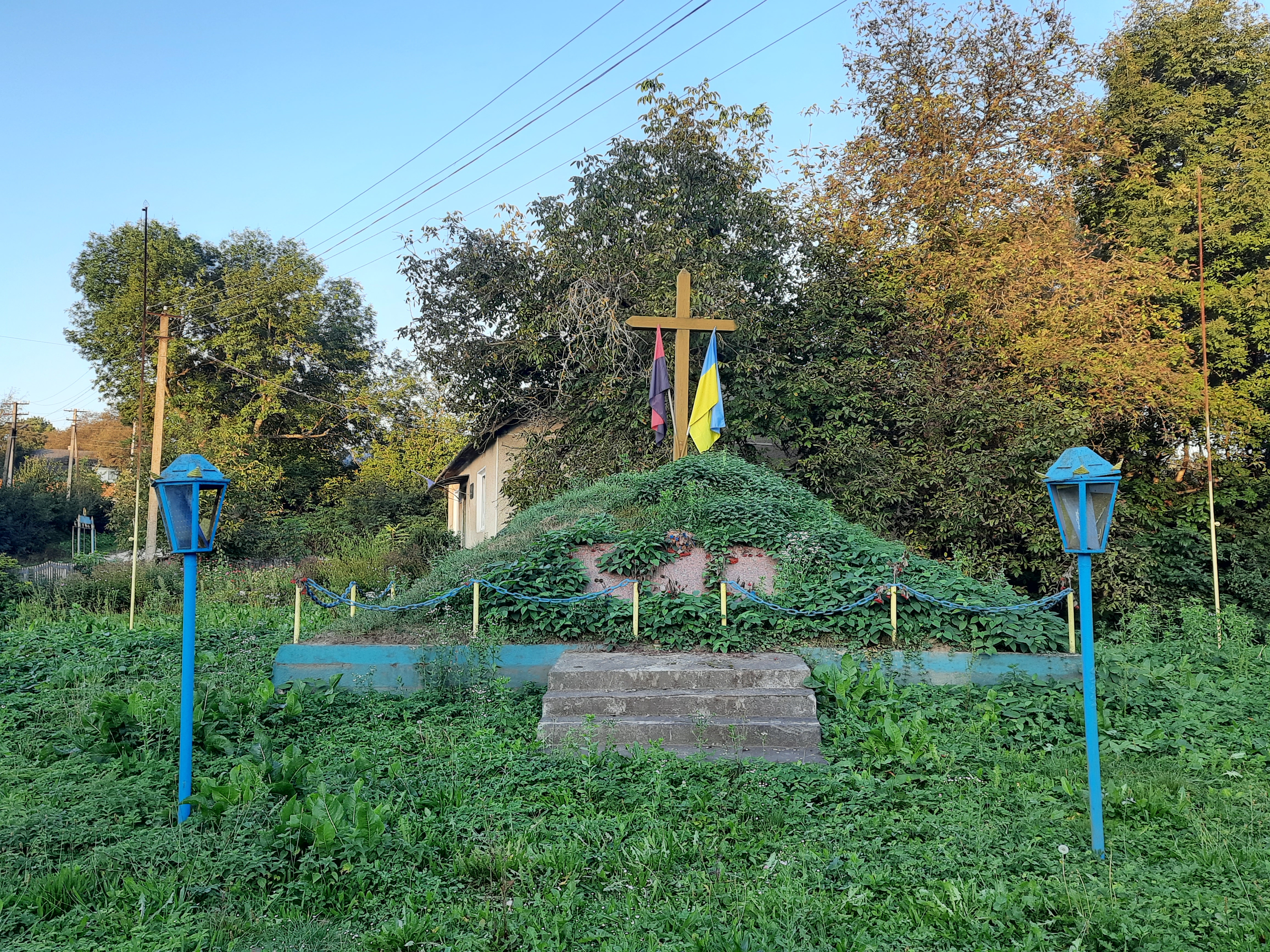
Символічна могила Борцям за волю України